# 納茲蘭區

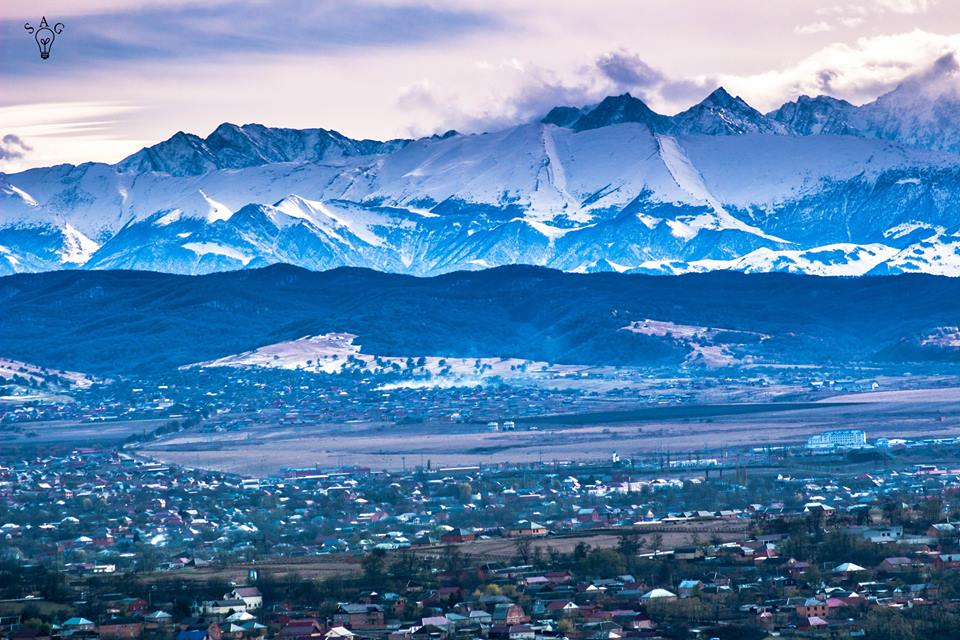

43°13′N 44°46′E / 43.217°N 44.767°E
納茲蘭區（俄语：Назрановский район），是俄羅斯的一個區，位於該國西南部，由印古什共和國負責管轄，面積430.4平方公里，2010年人口87,851，人口密度每平方公里204.11人。